# Lénaïg Corson
Pour les articles homonymes, voir Corson.

a Compétitions nationales et continentales officielles uniquement.

b Matchs officiels uniquement.
Dernière mise à jour le 5 juillet 2024.
Lénaïg Corson, née le 15 mars 1989 à Paimpol, est une joueuse internationale française de rugby à XV et de rugby à sept, de 1,86 m et 90 kg. Elle évolue au poste de deuxième ligne à XV et ailier à sept.
Pratiquant l'heptathlon dans sa jeunesse, elle débute le rugby en 2009. Elle connaît sa première sélection en équipe nationale le 21 novembre 2012 contre les USA avec le XV de France féminin. Elle fait partie des 30 joueuses sélectionnées pour jouer la coupe du monde de rugby à XV à Paris en août 2014.
En 2017, elle est retenue dans le groupe pour disputer la Coupe du monde féminine de rugby à XV 2017 en Irlande.

## Carrière
Après avoir pratiqué l'heptathlon dans sa jeunesse, Lénaïg Corson commence le rugby sur le tard, à l'âge de vingt ans, quand elle arrive à Rennes pour ses études.
Elle dispute son premier match avec l'équipe de France le 21 novembre 2012 contre les États-Unis. Elle bénéficie des premiers contrats fédéraux offerts en 2014 aux joueuses de l'équipe de France à sept. Ce passage à sept lui permet de gommer ses lacunes techniques nées de ses débuts tardifs. Elle ne participe ni à la Coupe du monde de 2014 à XV, ni au tournoi à sept des jeux de Rio, bien qu'initialement pressentie pour disputer les deux compétitions.
En 2017, lors de la Coupe du monde, elle signe de bonnes performances et est titulaire à chaque match, aux côtés d'Audrey Forlani. Elle marque en outre un essai contre les États-Unis lors de la petite finale et fait partie de l'équipe-type dévoilée par World Rugby à l'issue de la compétition.
Le 10 novembre 2017, elle est invitée à disputer le premier match de l'histoire de l'équipe féminine des Barbarians face au Munster au Thomond Park.
En juin 2018, elle annonce son transfert au sein de l'équipe du Stade français Paris, les Pink Rockets.
De 2019 à 2024, elle est membre du comité directeur et secrétaire de Provale, le syndicat national des joueurs de rugby professionnels.
Le 27 novembre 2021, elle est de nouveau sélectionnée par les Barbarians féminins pour affronter l'équipe d'Afrique du Sud à Twickenham. Les Baa-Baas s'imposent 60 à 5 devant une affluence record pour un match de rugby féminin de 29 581 spectateurs.
Le 28 août 2022, elle annonce sa retraite internationale puis quelques jours plus tard son arrivée aux Wasps en Angleterre. Le club est mis en liquidation judiciaire quelques semaines après son arrivée. Malgré le détachement de l'équipe féminine, la structure professionnelle ne peut pas honorer son contrat financier. Elle rejoint alors une autre équipe londonienne, les Harlequins, qui évolue également dans le championnat d'Angleterre féminin de rugby à XV.
A l'issue de la saison 2022-2023, elle met un terme à sa carrière professionnelle.

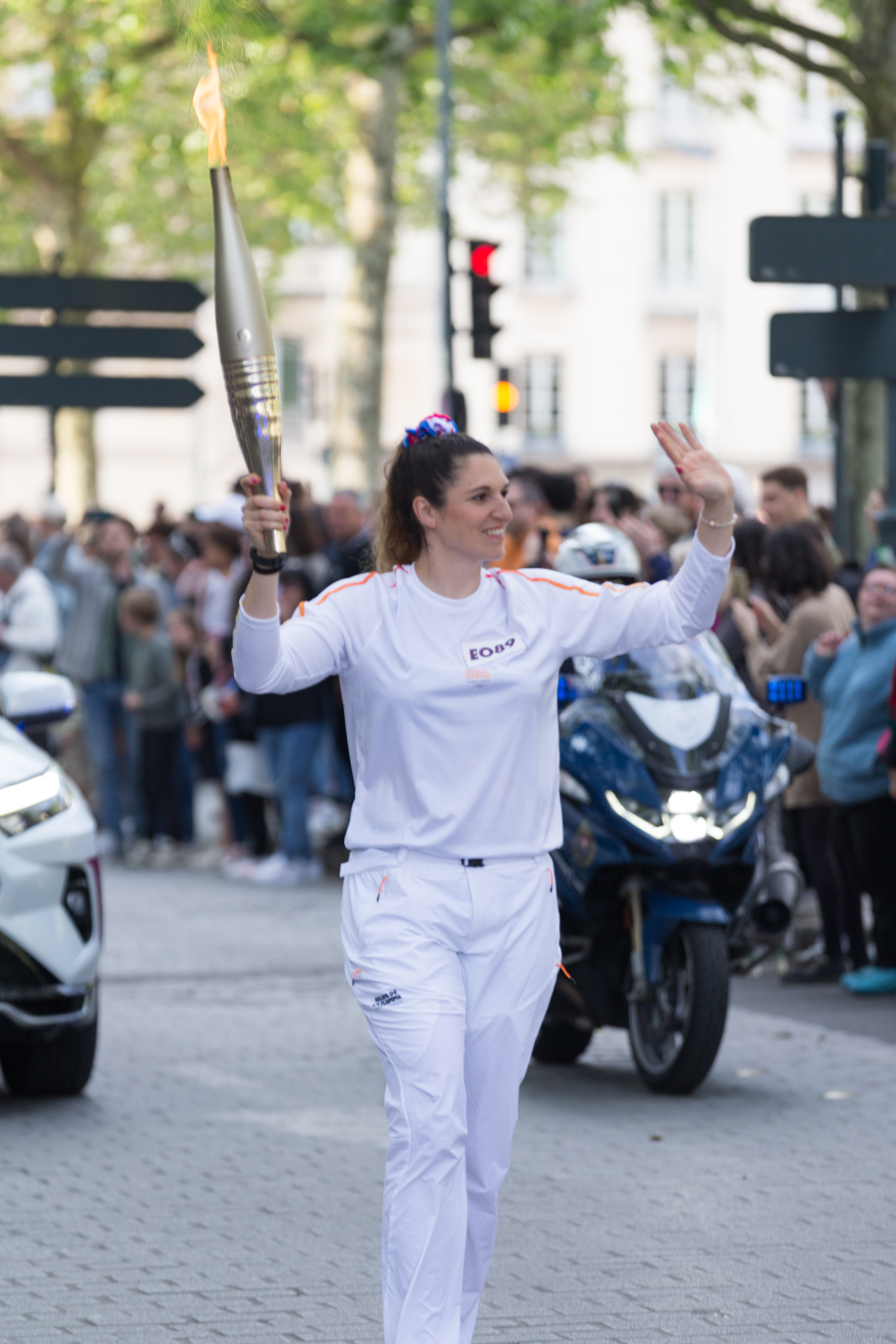
Lénaïg Corson lors du relais de la flamme olympique à Rennes en 2024.

Durant la Coupe du monde de rugby à XV 2023 organisée en France, elle rejoint M6 pour présenter l'événement en studio aux côtés de la journaliste Clémentine Sarlat et des consultants Fulgence Ouedraogo et Yann Delaigue.
En 2024, elle intègre le comité directeur de la Ligue régionale Bretagne de rugby pour la mandature 2024-2028.

## Statistiques en équipe nationale
- Première sélection en équipe de France à XV le 21 novembre 2012 contre les USA
- 30 sélections avec le XV de France féminin
- 5 World Rugby Sevens Series avec l'équipe de France de rugby à sept
- Vice championne d’Europe avec l’équipe de France de Rugby à 7 (2016 et 2018)[15]
- Préparation des Jeux Olympiques de Rio 2016 et Tokyo 2020
- Parmi les 16 premières joueuses de rugby professionnelle en France. En contrat semi-professionnel avec l’équipe de France féminine à 7 depuis septembre 2014, puis sous contrat avec le XV de France à partir de septembre 2020.

## Palmarès

### À l'université
- Double championne de France universitaire (2013, 2014) avec l'université de Rennes[16]

### En équipes nationales
- Championne du monde avec l'équipe de France Universitaire de rugby à sept (Swansea, Pays de Galles, 2016)
- Vice championne du monde avec l'équipe de France Universitaire de rugby à sept (Brésil 2014)
- 5 Tournoi des Six Nations féminin 2013, 2017, 2019, 2020, 2021
- Participation aux Jeux olympiques universitaires avec l'équipe de France Universitaire de rugby à sept (6e, Kazan, Russie 2013)
- Médaille de Bronze à la Coupe du monde de rugby 2017

### Distinctions personnelles
- Oscars du Midi olympique : Oscar de la meilleure joueuse française 2017
- World Rugby : Meilleure deuxième ligne du monde à la suite de la Coupe du monde 2017 en Irlande